# Alegoría de la gula y la lujuria
Alegoría de la gula y la lujuria es un óleo sobre madera de El Bosco realizado c. 1490–1500. Actualmente se encuentra en la Galería de Arte de la Universidad Yale, en New Haven, Connecticut.
Este panel es el ala inferior interior izquierda de un tríptico con bisagras que resultó posteriormente desmembrado. Las otras partes identificadas son La nave de los locos, que formaba el panel superior interior izquierdo, y La muerte de un avaro, que era el panel derecho; El vendedor ambulante fue pintado en la parte trasera del panel derecho. El panel central, si existió, pues podría haber sido también un díptico, se desconoce.
La Alegoría representa una condena de la gula, de la misma manera que el panel derecho condena la avaricia. El fragmento muestra a un hombre obeso montando un barril en una especie de lago o estanque. Está rodeado de otras personas, que lo empujan o vierten un líquido del barril. Abajo, un hombre nada con, sobre su cabeza, un recipiente con carne. La ropa del nadador se encuentra en la orilla en el fondo. A la derecha, bajo una tienda, una pareja bebe y se dedica a efusiones lascivas, tal vez inducidos por la embriaguez. En la antigüedad y la época medieval, gula y lujuria estaban íntimamente unidas: "Sine cerere et libero friget Venus" (Sin pan y vino Venus se enfría), indicando que lo uno llevaba a lo otro, como también recuerda la recurrente imagen de la orgía precedida por un banquete.